# Elif (cantante)
Elif Demirezer (Berlino, 11 dicembre 1992) è una cantante tedesca.

## Biografia
Nata a Berlino da genitori turchi, è cresciuta nel quartiere di Moabit e nella sua fase adolescenziale ha preso corsi di chitarra. All'età di 17 anni ha partecipato all'ottava edizione della versione tedesca di Popstars, dove è stata accompagnata da Niklas Dennin ed è terminata in finale al 2º posto.
Nel 2013 viene pubblicato attraverso le etichette Vertigo, Capitol e Universal il suo primo album in studio Unter meiner Haut, che ha esordito alla 23ª posizione della classifica tedesca, anticipato dal singolo omonimo, 200 Tage Sommer e Nichts tut für immer weh. Il primo di questi, nonché singolo d'esordio di Elif, è riuscito ad ottenere un lieve successo tanto da debuttare all'80º posto nella graduatoria tedesca. L'album successivo Doppelleben ha conquistato risultati migliori rispetto al primo disco, debuttando alla 18ª posizione nelle Offizielle Deutsche Charts e alla 62º della Ö3 Austria Top 40. Dopo aver inciso Zu Ende con il rapper tedesco Samra ha ottenuto la sua prima top five nelle Offizielle Deutsche Charts, conseguendo l'ingresso in top ten anche nelle classifiche di Austria e Svizzera. La IFPI Austria e la Bundesverband Musikindustrie hanno entrambe certificato il brano oro per un totale di 215 000 unità di vendita in suolo austriaco e tedesco.
Il suo terzo album in studio Nacht, pubblicato nel 2020, è entrato in top ten in Germania, al 18º posto in Austria e al 45º in Svizzera. L'anno successivo ha partecipato come artista ospite a Highway di Katja Krasavice, che è divenuta la prima numero uno di entrambe le artiste in Germania.

## Discografia

### Album in studio
- 2013 – Unter meiner Haut
- 2017 – Doppelleben
- 2020 – Nacht
- 2023 – Endlich tut es wieder weh

### EP
- 2022 – Elif bei Sing meinen Song, Vol. 9

### Singoli
- 2013 – Unter meiner Haut
- 2013 – 200 Tage Sommer
- 2013 – Nichts tut für immer weh
- 2014 – Rosarot
- 2015 – Als ich fortging
- 2016 – Auf halber Strecke
- 2017 – Doppelleben
- 2020 – Zu Ende (con Samra)
- 2020 – Freunde
- 2020 – Nur mir
- 2020 – Alaska
- 2020 – Ein letztes Mal
- 2021 – Du liebst nur dich selbst
- 2021 – Immer wenn ich gehen will (con Montez)
- 2022 – Mein Babe
- 2022 – BomberJacke
- 2022 – Mond (con Clueso)
- 2022 – Chicago
- 2022 – Na Leiche
- 2022 – Beifahresitz
- 2022 – OK (con Ali471)
- 2022 – Roses
- 2022 – Ich denk an dich (con PA Sports)
- 2023 – Wenn ich sterbe
- 2023 – Bist du da (con PA Sports)
- 2023 – Erinnern (con Fayan)
- 2024 – Fantasie (con i Giraffenaffen)
- 2025 – Celestial Gate (con Skiy)

### Collaborazioni
- 2021 – Highway (Katja Krasavice feat. Elif)